# Danny Vitale
Dan Michael Vitale III, detto Danny (Wheaton, 26 ottobre 1993), è un giocatore di football americano statunitense che milita nel ruolo di fullback per i New England Patriots della National Football League (NFL). Fu scelto dai Tampa Bay Buccaneers nel corso del sesto giro (179º assoluto) del draft NFL 2016. Al college giocò a football alla Northwestern University.

## Carriera professionistica

### Tampa Bay Buccaners
Vitale fu scelto dai Tampa Bay Buccaneers nel corso del sesto giro del draft 2016 ma in seguito, il 3 settembre 2016, venne svincolato dalla squadra e il giorno seguente venne reclamato dai Buffalo Bills. Tuttavia Vitale non superò i test fisici e quindi il contratto con i Bills venne annullato.
Il 10 settembre 2016 il giocatore ritornò ai Buccaneers come membro della squadra d'allenamento.

### Cleveland Browns
Vitale firmò un contratto con la squadra d'allenamento dei Cleveland Browns il 14 ottobre 2016. Fu poi svincolato il 12 ottobre 2018. 

### Green Bay Packers
Il 22 ottobre 2018, Vitale firma un contratto con la squadra d'allenamento dei Green Bay Packers. Vitale verrà poi promosso in prima squadra il 1º dicembre 2018, esordendo il giorno dopo nella partita persa per 20-17 contro gli Arizona Cardinals.